# ERaZ-762
ERaZ-762 a fost o versiune cu furgonetă a modelului RAF-977, produsă din 1968 până în 1995 de către producătorul din Armenia ERaZ. Aproximativ 300.000 de unități ale vehiculului au fost produse și vândute. Vehiculul a continuat să fie produs chiar și după ce RAF-977 original a fost întrerupt în 1976. Vehiculul nu a fost înlocuit direct de nimic, iar ERaZ a fost fuzionat cu GAZ în 2003.
În primele luni de la lansare, au fost produse și vândute aproximativ 500 de unități. Vânzările au crescut semnificativ în decursul anilor, iar vehiculul a devenit rapid foarte popular. Vehiculul putea transporta până la 2 tone și era destul de fiabil și durabil. În 1995, vehiculul a fost întrerupt, producându-se și vândute în acel an aproximativ 19.000 de unități. În 2003, compania ERaZ a fost fuzionată cu GAZ.

## linkuri externe
- L. M. Schugurow: АВТОМОБИЛИ России и СССР. Zweiter Teil. Ilbi/Prostreks, Moskau 1994, ISBN 5-87483-006-5.
- L. M. Schugurow: АВТОМОБИЛИ России и СССР. Dritter Teil. Ilbi/Prostreks, Moskau 1998, ISBN 5-87483-052-9.
- Fahrzeugbauinstitut NIIAT: Kurzes Automobil-Handbuch (краткий автомобильный справочник). Verlag Transport, 11. Auflage, Moskau 1994.
- Konstantin Andrejew: Автолегенды СССР: ЕрАЗ-762Б. Nr. 102, DeAgostini, Moskau 2013.
- Nikolai Markow: Автолегенды СССР: ЕрАЗ-762В. Nr. 241, DeAgostini, Moskau 2018.